# Rosa ostronmussling
Rosa ostronmussling (Pleurotus djamor) är en svampart som först beskrevs av Rumph. ex Fr., och fick sitt nu gällande namn av Karel Bernard Boedijn 1959. Arten ingår i släktet Pleurotus,  och familjen musslingar.' Arten har inte påträffats i Sverige. Inga underarter finns listade.
Den rosa ostronmusslingen är lämplig som handelssvamp.

## Externa länkar

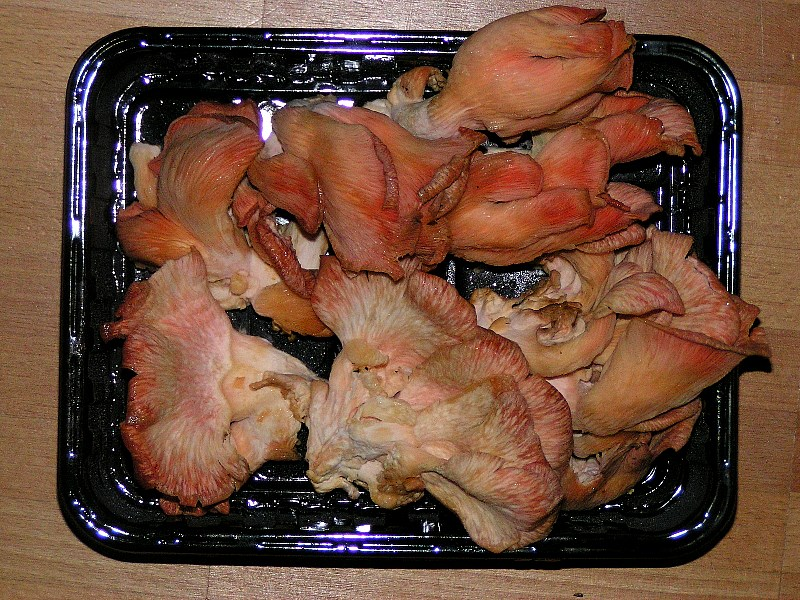
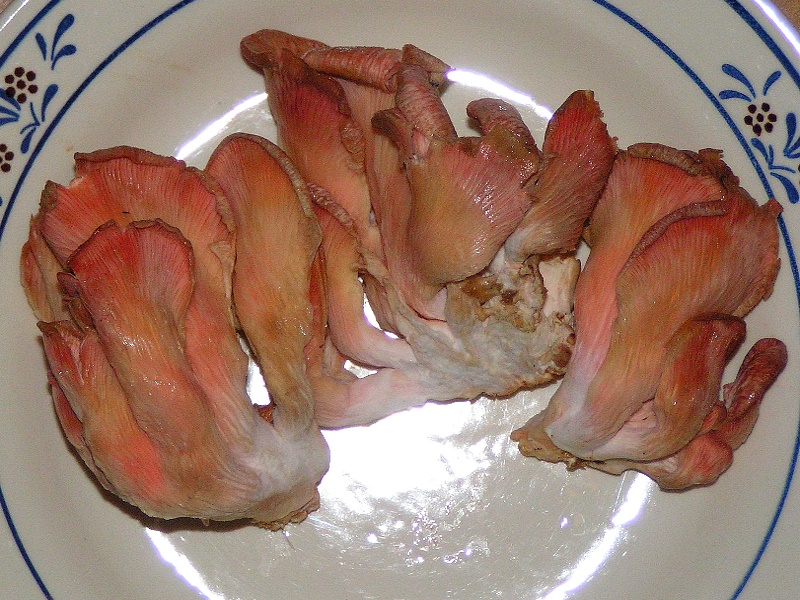
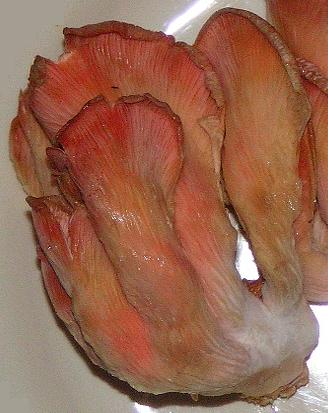
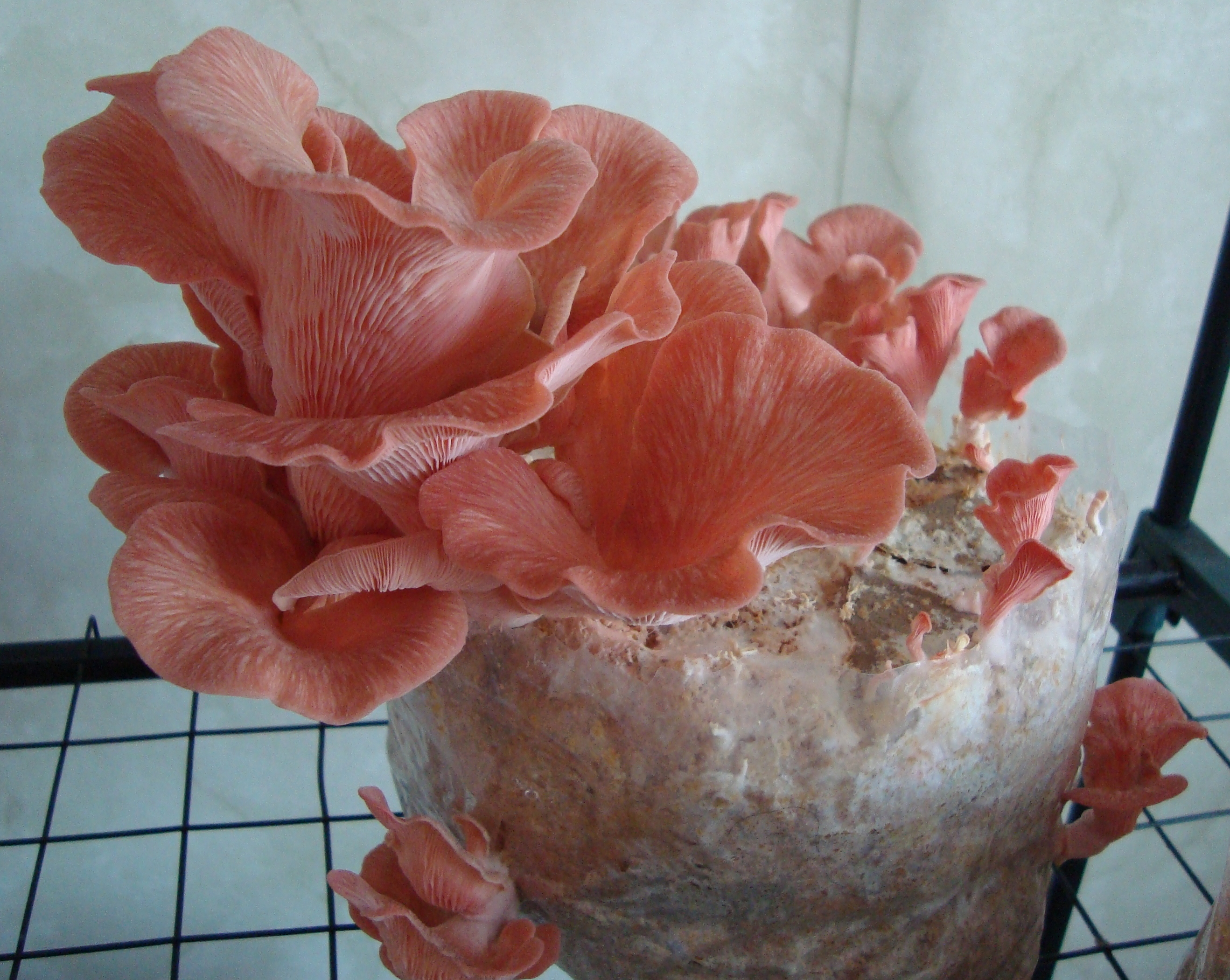